# マシャカリサウルス
マシャカリサウルス (Maxakalisaurus) は、白亜紀後期に生息していた草食恐竜。
化石はブラジルのミナスジェライス州のアダマンティナ累層から1998年に発見されている。
復元骨格はブラジル国立博物館に展示されていたが、2018年9月2日の火災で多くの標本とともに失われた。